# Campeonato Goiano 2013
In 2013 werd het 70ste Campeonato Goiano gespeeld voor voetbalclubs uit Braziliaanse staat Goiás. De competitie werd georganiseerd door de FGF en werd gespeeld van 20 januari tot 19 mei. Goiás werd kampioen.

## Eerste fase
| Plaats | Club                | Wed. | W  | G | V  | Saldo | Ptn. |
| ------ | ------------------- | ---- | -- | - | -- | ----- | ---- |
| 1.     | Goiás               | 18   | 13 | 4 | 1  | 41:10 | 43   |
| 2.     | Atlético Goianiense | 18   | 9  | 6 | 3  | 33:18 | 33   |
| 3.     | Goianésia           | 18   | 9  | 4 | 5  | 26:20 | 31   |
| 4.     | Aparecidense        | 18   | 7  | 5 | 6  | 28:23 | 26   |
| 5.     | Grêmio Anápolis     | 18   | 7  | 3 | 8  | 20:23 | 24   |
| 6.     | Vila Nova           | 18   | 6  | 2 | 10 | 27:34 | 20   |
| 7.     | CRAC                | 18   | 6  | 2 | 10 | 17:28 | 20   |
| 8.     | Anápolis            | 18   | 4  | 7 | 7  | 28:35 | 19   |
| 9.     | Rio Verde           | 18   | 4  | 7 | 7  | 20:31 | 19   |
| 10.    | Itumbiara           | 18   | 3  | 4 | 11 | 15:33 | 13   |

|  | Geplaatst voor tweede fase |
|  | Degradatie                 |

## Tweede fase
In geval van gelijkspel wint de club met de beste notering in de competitie.
|  | Halve finale        | Halve finale        | Halve finale |   |       | Finale | Finale | Finale |
|  |                     |                     |              |   |       |        |        |        |
|  | Goiás               | 1                   | 4            |   |       |        |        |        |
|  | Aparecidense        | 2                   | 1            |   |       |        |        |        |
|  | Aparecidense        | 2                   | 1            |   | Goiás | 0      | 2      |        |
|  |                     |                     |              |   | Goiás | 0      | 2      |        |
|  |                     | Atlético Goianiense | 0            | 2 |       |        |        |        |
|  | Goianésia           | Atlético Goianiense | 0            | 2 | 0     | 0      |        |        |
|  | Goianésia           |                     |              |   | 0     | 0      |        |        |
|  | Atlético Goianiense | 3                   | 3            |   |       |        |        |        |

### Kampioen
| Campeonato Goiano de 2013  |
| Goiás                      |
| -------------------------- |
| GOIÁS Kampioen (24° titel) |